# Grand Prix automobile du Brésil 1990
GP précédent GP suivant
Le Grand Prix automobile du Brésil 1990 (Grande Prêmio do Brasil), disputé le 25 mars 1990 sur le circuit d'Interlagos, est la 486e épreuve du championnat du monde de Formule 1 courue depuis 1950. Il s'agit de la dix-huitième édition du Grand Prix du Brésil comptant pour le championnat du monde de Formule 1, la huitième disputée à Interlagos, quartier de la ville de São Paulo, et la deuxième manche du championnat 1990.

## Classement
| Pos. | No | Pilote             | Écurie            | Tours | Temps/Abandon                      | Grille | Points |
| ---- | -- | ------------------ | ----------------- | ----- | ---------------------------------- | ------ | ------ |
| 1    | 1  | Alain Prost        | Ferrari           | 71    | 1 h 37 min 21 s 258 (189,252 km/h) | 6      | 9      |
| 2    | 28 | Gerhard Berger     | McLaren-Honda     | 71    | + 13 s 564                         | 2      | 6      |
| 3    | 27 | Ayrton Senna       | McLaren-Honda     | 71    | + 37 s 722                         | 1      | 4      |
| 4    | 2  | Nigel Mansell      | Ferrari           | 71    | + 47 s 266                         | 5      | 3      |
| 5    | 5  | Thierry Boutsen    | Williams-Renault  | 70    | + 1 tour                           | 3      | 2      |
| 6    | 20 | Nelson Piquet      | Benetton-Ford     | 70    | + 1 tour                           | 13     | 1      |
| 7    | 4  | Jean Alesi         | Tyrrell-Ford      | 70    | + 1 tour                           | 7      |        |
| 8    | 3  | Satoru Nakajima    | Tyrrell-Ford      | 70    | + 1 tour                           | 19     |        |
| 9    | 23 | Pierluigi Martini  | Minardi-Ford      | 69    | + 2 tours                          | 8      |        |
| 10   | 19 | Alessandro Nannini | Benetton-Ford     | 68    | Crevaison                          | 15     |        |
| 11   | 25 | Nicola Larini      | Ligier-Ford       | 68    | + 3 tours                          | 20     |        |
| 12   | 26 | Philippe Alliot    | Ligier-Ford       | 68    | + 3 tours                          | 10     |        |
| 13   | 6  | Riccardo Patrese   | Williams-Renault  | 65    | Fuite d'huile                      | 4      |        |
| 14   | 21 | Gianni Morbidelli  | BMS Dallara-Ford  | 64    | + 7 tours                          | 16     |        |
| Abd. | 10 | Alex Caffi         | Arrows-Ford       | 49    | Problème physique                  | 25     |        |
| Abd. | 12 | Martin Donnelly    | Lotus-Lamborghini | 43    | Sortie de piste                    | 14     |        |
| Abd. | 8  | Stefano Modena     | Brabham-Judd      | 39    | Sortie de piste                    | 12     |        |
| Abd. | 24 | Paolo Barilla      | Minardi-Ford      | 38    | Soupape                            | 17     |        |
| Abd. | 18 | Yannick Dalmas     | AGS-Ford          | 28    | Suspension                         | 26     |        |
| Abd. | 11 | Derek Warwick      | Lotus-Lamborghini | 25    | Panne électrique                   | 24     |        |
| Abd. | 30 | Aguri Suzuki       | Lola-Lamborghini  | 24    | Suspension                         | 18     |        |
| Abd. | 9  | Michele Alboreto   | Arrows-Ford       | 24    | Suspension                         | 23     |        |
| Abd. | 7  | Gregor Foitek      | Brabham-Judd      | 14    | Transmission                       | 22     |        |
| Abd. | 29 | Éric Bernard       | Lola-Lamborghini  | 13    | Boîte de vitesses                  | 11     |        |
| Abd. | 14 | Olivier Grouillard | Osella-Ford       | 8     | Collision                          | 21     |        |
| Abd. | 22 | Andrea De Cesaris  | BMS Dallara-Ford  | 0     | Collision                          | 9      |        |
| Nq.  | 35 | Stefan Johansson   | Onyx-Ford         |       | Non qualifié                       |        |        |
| Nq.  | 36 | Jyrki Järvilehto   | Onyx-Ford         |       | Non qualifié                       |        |        |
| Nq.  | 16 | Ivan Capelli       | Leyton House-Judd |       | Non qualifié                       |        |        |
| Nq.  | 15 | Mauricio Gugelmin  | Leyton House-Judd |       | Non qualifié                       |        |        |
| Npq. | 17 | Gabriele Tarquini  | AGS-Ford          |       | Non préqualifié                    |        |        |
| Npq. | 33 | Roberto Moreno     | Eurobrun-Judd     |       | Non préqualifié                    |        |        |
| Npq. | 31 | Bertrand Gachot    | Coloni-Subaru     |       | Non préqualifié                    |        |        |
| Npq. | 34 | Claudio Langes     | Eurobrun-Judd     |       | Non préqualifié                    |        |        |
| Npq. | 39 | Gary Brabham       | Life-Rocchi       |       | Non préqualifié                    |        |        |

## Pole position et record du tour
- Pole position : Ayrton Senna en 1 min 17 s 277 (vitesse moyenne : 201,483 km/h).
- Meilleur tour en course : Gerhard Berger en 1 min 19 s 899 au 55e tour (vitesse moyenne : 194,871 km/h).

## Tours en tête
- Ayrton Senna : 38 (1-32 / 35-40)
- Gerhard Berger  : 2 (33-34)
- Alain Prost : 31 (41-71)

## Statistiques
- 40e victoire pour Alain Prost.
- 98e victoire pour Ferrari en tant que constructeur.
- 98e victoire pour Ferrari en tant que motoriste.
- 1er départ en Grand Prix pour Gianni Morbidelli.
- Dernier Grand Prix pour Gary Brabham (non pré-qualification).

## Classements généraux à l'issue de la course
| Pos. | Pilote          | Écurie           | Points |
| ---- | --------------- | ---------------- | ------ |
| 1    | Ayrton Senna    | McLaren-Honda    | 13     |
| 2    | Alain Prost     | Ferrari          | 9      |
| 3    | Thierry Boutsen | Williams-Renault | 6      |
| 4    | Gerhard Berger  | McLaren-Honda    | 6      |
| 5    | Jean Alesi      | Tyrrell-Ford     | 6      |
| 6    | Nelson Piquet   | Benetton-Ford    | 4      |
| 7    | Nigel Mansell   | Ferrari          | 3      |
| 8    | Stefano Modena  | Brabham-Judd     | 2      |
| 9    | Satoru Nakajima | Tyrrell-Ford     | 1      |

| Pos. | Écurie           | Points |
| ---- | ---------------- | ------ |
| 1    | McLaren-Honda    | 19     |
| 2    | Ferrari          | 12     |
| 3    | Tyrrell-Ford     | 7      |
| 4    | Williams-Renault | 6      |
| 5    | Benetton-Ford    | 4      |
| 6    | Brabham-Judd     | 2      |